# Celleporella alia
Celleporella alia is een mosdiertjessoort uit de familie van de Hippothoidae. De wetenschappelijke naam van de soort is voor het eerst geldig gepubliceerd in 1993 door Hayward.